# Даламан
Далама́н (тур. Dalaman) — район и город в Турции.
Город Даламан расположен в юго-западной части Анатолии, близ побережья Средиземного моря, в провинции Мугла. Численность населения города — 22 046 человек (на 2008 год). Численность населения района Даламан — 32 367 человек. Площадь района равна 622 км². Плотность населения — 52 чел./км².
В городе находится международный аэропорт (открыт в 1987 году) — один из трёх аэропортов, наряду с Бодрумом и Антальей, принимающим туристические потоки на юго-западе Турции. Будучи одно время закрытым, теперь аэропорт Даламан ежедневно принимает множество рейсов не только внутри Турции, но и из других стран.
Сегодня это крупный туристический центр, близ которого находятся такие популярные курорты, как Мармарис, Дальян и Фетхие. В Даламане также имеются предприятия бумажной промышленности.